# IBM Power Systems
IBM Power Systems is een serie servers van IBM die gebruik maken van Power-processoren. De productlijn is in 2008 ontstaan als een samenvoeging van de System p- en System i-productlijnen.

## Geschiedenis
IBM had sinds het begin van de jaren negentig twee verschillende POWER- en PowerPC-gebaseerde hardwarelijnen:
- Servers met processoren gebaseerd op de IBM PowerPC-AS-architectuur in de AS/400-familie (later bekend als iSeries, daarna System i) met OS/400 (later bekend als i5/OS, en nu IBM i)
- Servers en werkstations die POWER- en PowerPC-processors uit de RS/6000-familie gebruiken (later bekend als pSeries, daarna System p), waarop IBM AIX en Linux draaien.

Na de introductie van de POWER4-processor in 2001 was er weinig verschil tussen zowel de "p" als de "i" hardware, de enige verschillen zaten in het software- en dienstenaanbod. Met de introductie van de POWER5-processor in 2004 werd zelfs de productnummering gesynchroniseerd: System i5 570 was vrijwel identiek aan System p5 570.
In april 2008 werden de twee productlijnen van servers en werkstations door IBM officieel samengevoegd onder de naam Power en later Power Systems, met identieke hardware en een keuze uit besturingssystemen, software en servicecontracten. De nieuwe productlijn gebruikte een POWER6-architectuur. De PowerPC-lijn werd stopgezet.
Met Release 8 van Red Hat Enterprise Linux heeft IBM de overgang van POWER8- en POWER9-servers naar de little-endian-modus voor Linux voltooid. AIX en IBM i blijven in de big-endian-modus draaien.

## Systemen
IBM Power Systems-modellen:
- 2008/2009
  - BladeCenter JS12 Express
  - BladeCenter JS22 Express
  - BladeCenter JS23 Express
  - BladeCenter JS43 Express
  - Power 520 Express
  - Power 550 Express
  - Power 560 Express
  - Power 570
  - Power 575
  - Power 595
- 2010
  - BladeCenter PS700 Express
  - BladeCenter PS701 Express
  - BladeCenter PS702 Express
  - Power 710/730 Express (8231-E2B) (1-2× 4, 6 of 8-core POWER7 CPU's)[5]
  - Power 720 Express (8202-E4B) (4, 6 of 8-core POWER7 CPU)[6]
  - Power 740 Express (8205-E6B) (1-2× 4, 6 of 8-core POWER7 CPU's)[6]
  - Power 750 Express (8233-E8B) (1-4× 6 of 8-core POWER7 CPU's)[7]
  - Power 755 (8236-E8C) (4× 8-core POWER7 CPU's) — voor high-performance computing (HPC)[7]
  - Power 770
  - Power 780
  - Power 795
- 2011
  - Power 710 Express (8231-E1C) (4, 6 of 8-core POWER7 CPU)[8]
  - Power 720 Express (8202-E4C) (4, 6 of 8-core POWER7 CPU)[9]
  - Power 730 Express (8231-E2C) (2× 4, 6 of 8-core POWER7 CPU's)[8]
  - Power 740 Express (8205-E6C) (1-2× 4, 6 of 8-core POWER7 CPU's)[9]
  - Power 775 — ook gekend als PERCS
- 2012
  - Flex System p260
  - Flex System p460
  - Flex System p24L (alleen Linux)
- 2013
  - Power 710 Express (8231-E1D) (4, 6 of 8-core POWER7+ CPU)[10]
  - Power 720 Express (8202-E4D) (4, 6 of 8-core POWER7+ CPU)[11]
  - Power 730 Express (8231-E2D) (2× 6 of 8-core POWER7+ CPU's)[10]
  - Power 740 Express (8205-E6D) (1-2× 6 of 8-core POWER7+ CPU's)[11]
  - Power 750 Express (8408-E8D) (1-4× 8-core POWER7+ DCM's)[12]
  - Power 760 (9109-RMD) (1-4× 12-core POWER7+ DCM's)[12]

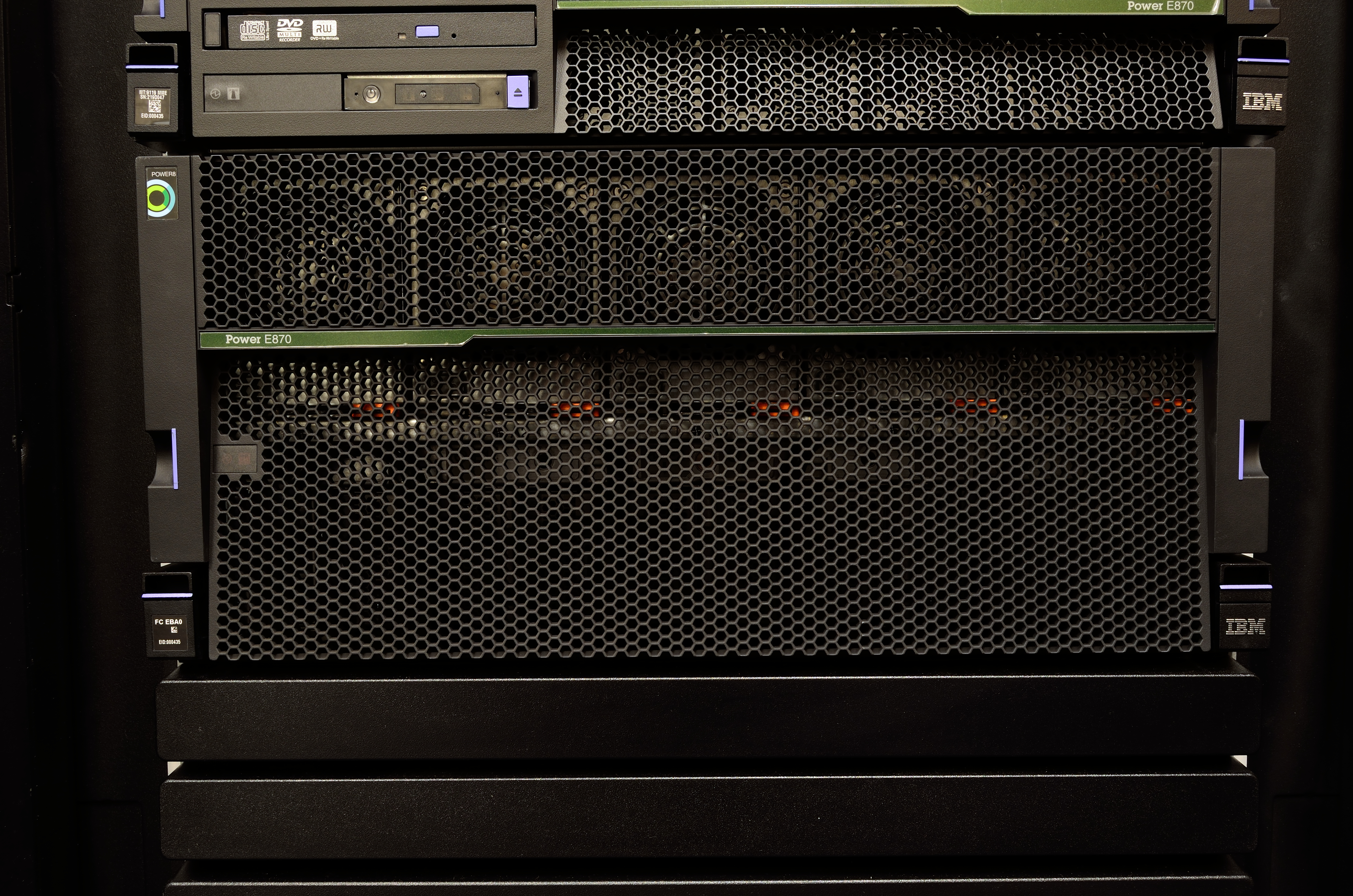
IBM Power Systems E870 (kan geconfigureerd worden met maximaal 80 POWER8-processoren en 8 TB geheugen)

- 2014 IBM Power Systems E870 (kan geconfigureerd worden met maximaal 80 POWER8-processoren en 8 TB geheugen)
  - Power Systems S821LC en S821LC
  - Power Systems S822 en S822L
  - Power Systems S814
  - Power Systems S824 en S824L
  - Power Systems E870
  - Power Systems E880
- 2015
  - Power Systems E850
  - Power Systems S812L en S812LC
  - Power Systems S822LC
- 2017
  - Power Systems AC922
  - Power Systems LC922
  - Power Systems IC922
  - Power Systems L922
  - Power Systems S914
  - Power Systems S922
  - Power Systems S924
  - Power Systems H922
  - Power Systems H924
  - Power Systems E950
  - Power Systems E980
- 2021
  - Power E1080[13]
- 2022
  - Power S1014[14]
  - Power S1022s[14]
  - Power S1022[14]
  - Power S1024[14]